# Buhl (Idaho)
Buhl város az Amerikai Egyesült Államok Idaho államában, Twin Falls megyében. Lakosainak száma 4558 fő (2020. április 1.).

## Népesség
A település népességének változása:

| 2010 | 4 122 |
| 2020 | 4 558 |